# Division 2 1954/55
Die Division 2 1954/55 war die 16. Austragung der zweithöchsten französischen Fußballliga. Zweitligameister wurde UA Sedan-Torcy.

## Vereine
Teilnahmeberechtigt waren die 17 Vereine, die nach der vorangegangenen Spielzeit weder in die erste Division aufgestiegen waren noch ihre Lizenz – freiwillig oder gezwungen – aufgegeben hatten; dazu kamen drei Erstligaabsteiger. Profineulinge gab es in dieser Saison nicht.
Somit spielten in dieser Saison folgende 20 Mannschaften um die Meisterschaft der Division 2:
- eine Mannschaft aus dem äußersten Norden (US Valenciennes-Anzin),
- vier aus Paris und der Champagne beziehungsweise den Ardennen (CA Paris, Absteiger Stade Français Paris, Red Star Olympique, UA Sedan-Torcy),
- eine aus dem Nordosten (Racing Club Franc-Comtois Besançon),
- fünf aus dem Westen (Absteiger Le Havre AC, FC Rouen, Stade Rennes UC, FC Nantes, SCO Angers),
- neun aus dem Süden (FC Grenoble, FC Perpignan, AS Béziers, Absteiger FC Sète, SO Montpellier, Olympique Alès, AS Aix, SC Toulon, AS Cannes).

Einen direkten Auf- und Abstieg in Abhängigkeit vom sportlich erzielten Ergebnis hatte es vor dem Zweiten Weltkrieg lediglich zwischen erster und zweiter Profi-Division gegeben; danach war über einige Jahre ein Abstieg in die dritthöchste Spielklasse eingeführt worden, der allerdings inzwischen nicht mehr in Kraft war. Außerdem konnte ein Zweitdivisionär dann absteigen, wenn er seine Lizenz abgab oder sie ihm entzogen wurde. Bisherige Amateurmannschaften hingegen konnten auch weiterhin nur dann zur folgenden Saison in die Division 2 aufsteigen, wenn sie vom zuständigen Verband FFF die Genehmigung erhielten, professionellen Status anzunehmen.
Dazu gab es in dieser Saison eine Relegation zwischen dem am schlechtesten platzierten Erstligisten, der nicht direkt abstieg, und dem besten, nicht direkt aufstiegsberechtigten Zweitligisten.

## Saisonverlauf
Jede Mannschaft trug gegen jeden Gruppengegner ein Hin- und ein Rückspiel aus, einmal vor eigenem Publikum und einmal auswärts. Es galt die Zwei-Punkte-Regel; bei Punktgleichheit gab das Torverhältnis den Ausschlag für die Platzierung. In Frankreich wird bei der Angabe des Punktverhältnisses ausschließlich die Zahl der Pluspunkte genannt; hier geschieht dies in der in Deutschland zu Zeiten der 2-Punkte-Regel üblichen Notation.
Wiederum war es die Mannschaft mit dem torgefährlichsten Angriff und der sichersten Abwehr, die die Zweitligameisterschaft gewann. Der Elf aus Sedan gelang so der auch schon vorzeitig feststehende Aufstieg in Frankreichs „fußballerisches Oberhaus“, was in der Öffentlichkeit deswegen mit Überraschung wahrgenommen wurde, weil die „Arbeiterfußballer“ (footballeurs-ouvriers) erst ihre zweite Spielzeit unter professionellen Bedingungen absolvierten und die meisten ihrer Spieler auch weiterhin in einer örtlichen Tuchfabrik arbeiteten. Sechs Punkte dahinter schlossen die „Audoniens“ von Red Star Olympique auf dem zweiten Tabellenplatz ab, durfte den damit normalerweise ebenfalls verbundenen Aufstieg in die Division 1 aber nicht wahrnehmen. Der Fußballverband sah es als erwiesen an, dass Funktionäre des Traditionsvereins versucht hatten, mehrere Spielausgänge durch unerlaubte Zahlungen an Gegner zu ihren Gunsten zu beeinflussen. René Alpsteg beispielsweise, ein Ex-Nationalspieler, der inzwischen den Dress des RCFC Besançon trug, bestritt zwar, Geld für eine Niederlage angenommen und an Mitspieler weitergegeben zu haben; er gab aber zu, vor dem Spiel gegen Red Star von Unbekannten ein Angebot erhalten zu haben – freilich „ohne dass mir deutlich wurde, ob wir dafür gewinnen oder verlieren sollten“. Red Stars Nicht-Aufstieg sicherte zugleich dem Vorletzten der ersten Division, der AS Troyes-Savinienne, den Klassenerhalt. Auf dem dritten Rang platzierten sich die Bretonen des Stade Université Club aus Rennes. die sich dadurch über den Umweg der Barrages ebenfalls noch Hoffnungen auf die Rückkehr in die Division 1 machen konnten (siehe unten).
Als einziger Vorjahresabsteiger erreichte Le Havre, der Doyen des französischen Fußballs, eine Platzierung im oberen Drittel der Tabelle, ohne in den Aufstiegskampf aber ernsthaft eingreifen zu können – genau wie der FC Sète, 1932 Gründungsmitglied des professionellen Spielbetriebs und vor dem Zweiten Weltkrieg je zweimal französischer Meister beziehungsweise Pokalsieger. Die „Minimalisten“ aus dem Languedoc hatten in ihren 38 Punktspielen zwar lediglich 30 Gegentreffer hinnehmen müssen, aber selbst auch nur 40 Tore geschossen. Das Tabellenende zierte zum wiederholten Mal der Hauptstadtverein Cercle Athlétique, dessen Präsident Langiller seine Elf dennoch auch weiterhin im Profibereich belassen wollte.
In den insgesamt 380 Begegnungen wurden 1264 Treffer erzielt; das entspricht einem Mittelwert von 3,3 Toren je Spiel. Die Torjägerkrone gewann der Niederländer Petrus van Rhijn aus Valenciennes-Anzin mit 40 Toren. Nach Saisonende gab kein Teilnehmer seinen Profistatus auf, so dass die zweite Liga in der folgenden Spielzeit nahezu unverändert zusammengesetzt war: aus der Division 1 ersetzte lediglich der CO Roubaix-Tourcoing, der 1947 noch den Erstligatitel gewonnen hatte, die Aufsteigermannschaft von Sedan-Torcy.

## Abschlusstabelle
| Pl. | Verein                   | Sp. | S  | U  | N  | Tore    | Quote | Punkte |
| --- | ------------------------ | --- | -- | -- | -- | ------- | ----- | ------ |
| 1.  | UA Sedan-Torcy           | 38  | 26 | 9  | 3  | 102:300 | 3,40  | 61:15  |
| 2.  | Red Star Olympique a     | 38  | 24 | 7  | 7  | 099:430 | 2,30  | 55:21  |
| 3.  | Stade Rennes UC          | 38  | 22 | 8  | 8  | 083:480 | 1,73  | 52:24  |
| 4.  | Le Havre AC (A)          | 38  | 19 | 11 | 8  | 074:540 | 1,37  | 49:27  |
| 5.  | US Valenciennes-Anzin    | 38  | 20 | 7  | 11 | 090:660 | 1,36  | 47:29  |
| 6.  | SCO Angers               | 38  | 19 | 8  | 11 | 071:520 | 1,37  | 46:30  |
| 7.  | FC Sète (A)              | 38  | 15 | 13 | 10 | 040:300 | 1,33  | 43:33  |
| 8.  | FC Rouen                 | 38  | 17 | 8  | 13 | 059:470 | 1,26  | 42:34  |
| 9.  | Olympique Alès           | 38  | 12 | 12 | 14 | 054:520 | 1,04  | 36:40  |
| 10. | FC Nantes                | 38  | 13 | 9  | 16 | 069:780 | 0,88  | 35:41  |
| 11. | AS Béziers               | 38  | 12 | 11 | 15 | 048:650 | 0,74  | 35:41  |
| 12. | SC Toulon                | 38  | 12 | 10 | 16 | 053:780 | 0,68  | 34:42  |
| 13. | Stade Français Paris (A) | 38  | 12 | 9  | 17 | 059:710 | 0,83  | 33:43  |
| 14. | AS Cannes                | 38  | 9  | 13 | 16 | 055:670 | 0,82  | 31:45  |
| 15. | AS Aix                   | 38  | 10 | 10 | 18 | 054:800 | 0,68  | 30:46  |
| 16. | Racing FC Besançon       | 38  | 13 | 3  | 22 | 072:960 | 0,75  | 29:47  |
| 17. | SO Montpellier           | 38  | 10 | 9  | 19 | 049:880 | 0,56  | 29:47  |
| 18. | FC Perpignan             | 38  | 10 | 6  | 22 | 045:660 | 0,68  | 26:50  |
| 19. | FC Grenoble              | 38  | 7  | 12 | 19 | 050:770 | 0,65  | 26:50  |
| 20. | CA Paris                 | 38  | 4  | 13 | 21 | 038:760 | 0,50  | 21:55  |

Platzierungskriterien: 1. Punkte – 2. Torquotient
| (A) | Absteiger aus der Division 1 1953/54 |

## Relegationsrunde
In den Barrages um einen weiteren Aufstiegsplatz trafen mit Stade Rennes UC und dem Lille OSC zwei weitere „Profiklubs der ersten Stunde“ aufeinander. Die Nordfranzosen des LOSC, die 1954 sogar noch den französischen Meistertitel und in diesem Jahr den Landespokal gewonnen hatten, setzten sich darin mit zwei Siegen (1:0 im Hinspiel und 6:1 in der zweiten Begegnung) letztlich souverän durch und sicherten sich dadurch für eine weitere Saison ihre Zugehörigkeit zur Division 1. Dass diese Erfolge für Lille den „Charakter eines Schwanengesanges“ (chant du cygne) besaßen, war zu diesem Zeitpunkt noch nicht zu erkennen.
|           | Gesamt |                 | Hinspiel | Rückspiel |
| --------- | ------ | --------------- | -------- | --------- |
| OSC Lille | 7:1    | Stade Rennes UC | 1:0      | 6:1       |